# Usseau
|  | Per a altres significats, vegeu «Usseau (Viena)». |

Usseau fou un municipi francès al departament de Deux-Sèvres i a la regió de la Nova Aquitània. L'any 2007 tenia 846 habitants. L'1 de gener de 2019, la ciutat es va fusionar amb els de Priaires i Thorigny-sur-le-Mignon per formar el nou municipi de Val-du-Mignon, la creació de la qual va quedar registrada per un decret prefectural de 19 de setembre de 2018. La comuna incloia sis entitats de població: Usseau, Antigny, le Grand Breuil, Olbreuse, le Plénisseau i Ussolière.

## Demografia

### Població
El 2007 la població de fet d'Usseau era de 846 persones. Hi havia 309 famílies de les quals 66 eren unipersonals (43 homes vivint sols i 23 dones vivint soles), 94 parelles sense fills, 133 parelles amb fills i 16 famílies monoparentals amb fills.
La població ha evolucionat segons el següent gràfic:

### Habitatges
El 2007 hi havia 387 habitatges, 318 eren l'habitatge principal de la família, 43 eren segones residències i 27 estaven desocupats. 383 eren cases i 3 eren apartaments. Dels 318 habitatges principals, 276 estaven ocupats pels seus propietaris, 34 estaven llogats i ocupats pels llogaters i 8 estaven cedits a títol gratuït; 4 tenien una cambra, 7 en tenien dues, 22 en tenien tres, 71 en tenien quatre i 214 en tenien cinc o més. 277 habitatges disposaven pel capbaix d'una plaça de pàrquing. A 111 habitatges hi havia un automòbil i a 183 n'hi havia dos o més.

### Piràmide de població
La piràmide de població per edats i sexe el 2009 era:
| Homes | Edats   | Dones |
| ----- | ------- | ----- |
| 0     | 95 o +  | 4     |
| 0     | 90 a 94 | 4     |
| 4     | 85 a 89 | 12    |
| 8     | 80 a 84 | 4     |
| 12    | 75 a 79 | 20    |
| 8     | 70 a 74 | 16    |
| 36    | 65 a 69 | 28    |
| 8     | 60 a 64 | 16    |
| 20    | 55 a 59 | 12    |
| 28    | 50 a 54 | 20    |
| 24    | 45 a 49 | 32    |
| 28    | 40 a 44 | 12    |
| 40    | 35 a 39 | 44    |
| 12    | 30 a 34 | 20    |
| 12    | 25 a 29 | 8     |
| 28    | 20 a 24 | 0     |
| 24    | 15 a 19 | 32    |
| 40    | 10 a 14 | 36    |
| 16    | 5 a 9   | 28    |
| 20    | 0 a 4   | 8     |

## Economia
El 2007 la població en edat de treballar era de 518 persones, 392 eren actives i 126 eren inactives. De les 392 persones actives 359 estaven ocupades (189 homes i 170 dones) i 34 estaven aturades (16 homes i 18 dones). De les 126 persones inactives 51 estaven jubilades, 38 estaven estudiant i 37 estaven classificades com a «altres inactius».

### Ingressos
El 2009 a Usseau hi havia 334 unitats fiscals que integraven 911 persones, la mediana anual d'ingressos fiscals per persona era de 16.927 €.

### Activitats econòmiques
Dels 23 establiments que hi havia el 2007, 1 era d'una empresa alimentària, 11 d'empreses de construcció, 4 d'empreses de comerç i reparació d'automòbils, 1 d'una empresa d'hostatgeria i restauració, 3 d'empreses immobiliàries, 1 d'una empresa de serveis, 1 d'una entitat de l'administració pública i 1 d'una empresa classificada com a «altres activitats de serveis».
Dels 14 establiments de servei als particulars que hi havia el 2009, 1 era un taller de reparació d'automòbils i de material agrícola, 2 paletes, 2 guixaires pintors, 3 fusteries, 1 lampisteria, 2 electricistes, 2 restaurants i 1 agència immobiliària.
L'únic establiment comercial que hi havia el 2009 era una fleca.
L'any 2000 a Usseau hi havia 23 explotacions agrícoles que ocupaven un total de 1.443 hectàrees.

## Equipaments sanitaris i escolars
El 2009 hi havia una escola elemental.

## Poblacions properes
El següent diagrama mostra les poblacions més properes.